# Panzerschreck
Panzerschreck (în germană: teroarea tancurilor) este denumirea populară a aruncătorului de grenade antitanc Raketenpanzerbüchse (abreviat RPzB) de calibrul 88 mm, fabricat și utilizat de Germania nazistă în al Doilea Război Mondial. Arma era o versiune proprie, îmbunătățită, a aruncătorului de grenade antitanc american Bazooka. Trupele germane foloseau în general denumirea colocvială Ofenrohr (burlanul).
Panzerschreck era o armă portativă cu țeavă lisă, dinamo-reactivă, fără recul și reutilizabilă. Lovitura era de tip cumulativ, dotată cu un stabilizator circular cu aripioare și propulsată de un motor reactiv. Aruncătorul de grenade putea perfora până la 160 mm de blindaj aflat la o distanță maximă de 150 de metri. A fost una dintre cele mai bune arme antitanc ale războiului.

## Istorie

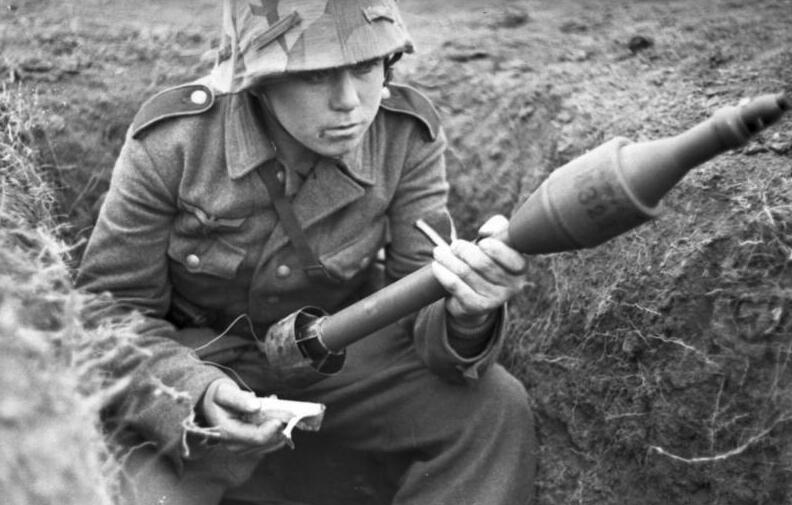
Un vânător de tancuri german pregătind o grenadă antitanc pentru Panzerschreck.

În 1943, trupele germane au capturat aruncătoare de grenade antitanc Bazooka în Tunisia. Armele au fost testate de inginerii germani, o versiune autohtonă îmbunătățită fiind introdusă rapid în dotarea armatei germane. Spre deosebire de Bazooka, Raketenpanzerbüchse 43 (prima versiune) avea calibrul 88 mm și detonare electrică. Varianta inițială a armei nu era dotată cu un scut de protecție, trăgătorul fiind nevoit să poate o mască contra gazelor, mănuși și o jachetă de piele pentru a fi protejat de jetul de gaze fierbinți rezultat în urma lansării. În lipsa scutului, Raketenpanzerbüchse 43 avea o greutate de doar 9,25 kilograme.  Aruncătorul de grenade era deservit de doi soldați. Încărcătorul trebuia să stea la o distanță sigură de trăgător pentru a nu suferi arsuri grave.
Varianta îmbunătățită Raketenpanzerbüchse 54 a fost fabricată din octombrie 1943 și era dotată cu un scut de protecție. Trăgătorii preferau însă de multe ori să poate totuși masca contra gazelor, în special vara, pentru a fi protejați de căldura intensă de după lansare. Greutatea armei a crescut la 11 kilograme, însă a fost livrată trupelor abia în august 1944. Grenada antitanc era fabricată în două versiuni: de vară și de iarnă. În 1945, varianta Raketenpanzerbüchse 54/1 a fost introdusă în dotarea trupelor germane. Acest model avea o țeavă mai scurtă, un sistem de ochire îmbunătățit și o durată de exploatare a țevii mai mare (200 de lovituri). Bătaia eficace a crescut la 180 de metri, fiind folosită o grenadă îmbunătățită. Spre sfârșitul războiului au fost testate mai multe prototipuri: de calibrul 105 mm, cu țeavă din carton presat sau cu proiectilul aruncătorului de grenade Panzerfaust 150 m. Niciuna dintre aceste variante nu a intrat în producție.

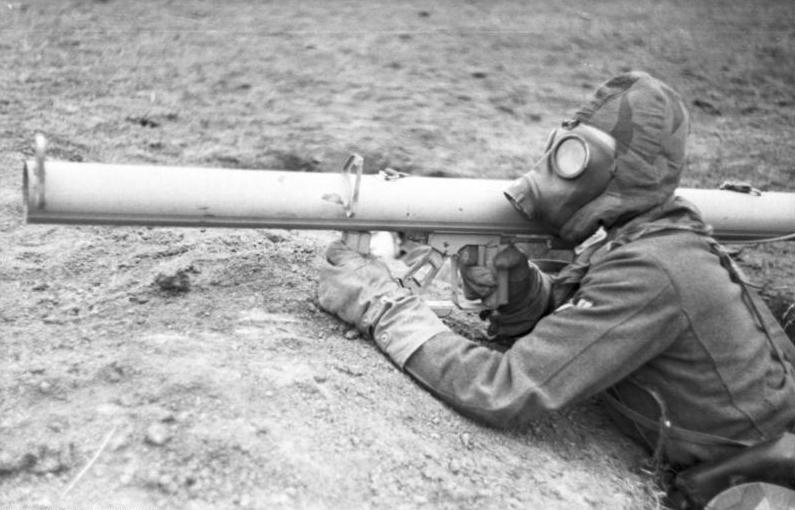
În cazul primei versiuni (fără scut), trăgătorul era echipat cu o mască contra gazelor, mănuși și jachetă de piele (sau echipament de iarnă) pentru a fi protejat de gazele fierbinți.

Panzerschreck putea fi montat la nevoie pe vehicule blindate, precum semișenilatul SdKfz 251, pentru o mobilitate superioară. În ciuda rezultatelor foarte bune obținute de acest aruncător de grenade antitanc, armata germană dorea să renunțe la acest tip de armă spre sfârșitul războiului din cauza costurilor mai mari de producție în comparație cu modelul Panzerfaust. Vânătorii de tancuri dotați cu Panzerschreck erau nevoiți să schimbe rapid locația din cauza norului uriaș de praf și fum rezultat în urma tragerii. Grenada antitanc folosită avea o putere de perforare mai mică decât în cazul celei folosite de Panzerfaust (dotat cu o grenadă supracalibru). Majoritatea tancurilor folosite de Aliați erau însă victime sigure în cazul unei lovituri. Arma necesita doi soldați pentru a fi folosită: un trăgător și un încărcător care realimenta arma și conecta firele electrice. Panzerschreck avea o bătaie eficace și o precizie mult mai bună, era reutilizabil (5 lovituri pe minut) și putea fi folosit ca armă de sprijin în cazul țintelor neblindate aflate la o distanță de maxim 1 kilometru. Spre deosebire de Panzerfaust, Panzerschreck putea fi folosit din poziția culcat.
Succesul aruncătorului de grenade Panzerschreck a condus la apariția variantei îmbunătățite a Bazooka, denumită M20 Super Bazooka. Acest model nu a fost folosit însă în al Doilea Război Mondial, fiind introdus în dotarea trupelor americane chiar înainte de începutul Războiului din Coreea.

## Utilizatori
- Germania Nazistă
- Finlanda
- Italia
- Polonia
- România
- Uniunea Sovietică
- Ungaria